# Lodosa
Lodosa es una villa y municipio navarro, situado en la merindad de Estella, en la Ribera del Alto Ebro y a 72 km de la capital de la comunidad, Pamplona. Su población en 2024 fue de 4931 habitantes (INE).

## Geografía
La localidad de Lodosa se encuentra situada en la parte suroccidental de la Comunidad Foral de Navarra en la Merindad de Estella, dentro de la subcomarca geográfica denominada Ribera Estellesa. Su término municipal tiene una superficie de 45,67 km² y limita al norte con Sesma, al este con Sartaguda y Carcar, al sur con Pradejon y Ausejo en La Rioja y al oeste con Alcanadre en La Rioja y Sesma.
El casco urbano se encuentra entre una peña rocosa y el río Ebro y su forma es alargada de este a oeste.

## Historia

### Prehistoria
El yacimiento arqueológico El Viso de la Edad del Hierro nos muestra la existencia de antiguos pobladores en estas tierras. La Historia de Lodosa está profundamente ligada al lugar estratégico que ocupa: una rica vega junto al Ebro, que además ha sido frontera natural entre reinos, y escenario de batallas.

### Edad Media
Hacia el año 610 invasiones de visigodos al mando de Gundemaro, pasan por éstos lugares, frenando el intento de los vascones para recuperar sus tierras junto al Ebro.
Con la llegada de los árabes a estas tierras en el siglo IX, los Banu Qasi (descendientes de visigodos convertidos al islam) dominan el territorio junto al Ebro. Son los llamados «años oscuros» en el que nace el Reino de Navarra. Los hijos o descendientes de Qasi o Casius, miembros de una familia de la nobleza hispano-visigoda, que convertida al islam, mantuvo y aún extendió su ascendiente social y su influencia política en las tierras del Ebro Central durante dos siglos. El año 916 uno de los Banu Qasi llamado Mutarrif, hijo de Muhammad, fue asesinado por su sobrino Muhammad ibn Abd Allah, el cual no pudo mantener las posiciones musulmanas de la comarca de Nájera frente a los asaltos combinados del leonés Ordoño II y de Sancho Garcés I de Pamplona.
Sancho Garcés había aprovechado las anteriores vicisitudes, comenzando una expedición contra los árabes por el sur de Pamplona, para extender su soberanía sobre la tierra de Deyo y desde Monjardín hasta el Ebro, Lodosa, Mendavia, Falces, Fúnes, Caparroso, Cárcar, San Adrián, Andosilla, Azagra, y Milagro, incorporándolas al Reino.
Como defensa del Reino, los Reyes navarros aseguran la frontera con Castilla por medio de fortalezas: Las Tenencias, con centro en un lugar fortificado, y bajo el control de un Señor que actuaba «por mano del Rey». Lodosa como lugar fronterizo, poseía una de ellas cuyo origen se remonta al siglo XII.
El «senior» García López de Lodosa actuaba en Mendavia en 1120 como mandatario del monarca pamplonés. Seguía siendo villa de señorío nobiliario a mediados del siglo XIV cuando su titular Martín Jiménez de Lerga la vendió al monasterio de La Oliva, el cual la enajenó, a su vez (1352), al rey Carlos II de Navarra. Este la concedió con su castillo (1368) al vizconde Hugo de Cardona y, posteriormente a Juan Ramírez de Arellano, a cuyo linaje quedó vinculada.
En 1378 Lodosa es sitiada por los castellanos, que entraron en Navarra con un poderoso ejército. Al no poder mantenerlo, se retiran a sangre y fuego. El castillo de Lodosa es sitiado por los castellanos, pero no pudieron tomarlo.

### Edad Moderna
A partir de 1512, y conquistado el Reino de Navarra por Castilla, los capitanes del Duque de Alba se hacen cargo de la ocupación Lodosa. A partir de 1605, Juan de Mendoza y Navarra, quinto Señor de Lodosa como descendiente del Rey navarro Carlos II, es titulado como conde de Lodosa.
La parroquia de San Miguel fue construida en sillería con peralte de ladrillo a expensas de varios patronos. En el año 1533 Doña María de Moreno y Mendoza, junto a su hijo D. Rodrigo de Navarra, contrataron las obras con el cantero de Azpeitia, residente en Lodosa, Juan de Landeta, cuya labor fue tasada por los maestros Esteban de Garreta y Miguel Latorre. Con posterioridad, el conde de Altamira D. Godofre de Navarra, firmó nuevo contrato en el año 1585 con el cantero Santuru de Arezti, que trabajó en el crucero y ya en el siglo XVII intervino el maestro francés Juan de Raón, quien terminó los dos tramos de los pies y concertó la torre, portada principal y pórtico en el año 1622.
En 1750 la villa de Lodosa hizo construir con sus rentas y bienes de propios un puente de piedra, de nueve pasos de ancho y 340 de largo, con el fin de unir las dos márgenes lodosanas del Río Ebro, haciendo famoso el dicho «Desde Reinosa a Tortosa, puente fuerte, el de Lodosa».

### Edad Contemporánea

#### La Guerra de Independencia
La guerra de la independencia en Lodosa se percibió en toda su crudeza, pues en la localidad existía uno de los importantísimos puentes de piedra para poder cruzar el Ebro.
La localidad contaba con un acuartelamiento del ejército imperial francés, debido a la resistencia a la ocupación francesa y a la presencia del citado puente. Los hechos más significativos que tuvieron lugar en la localidad ocurrieron en el año 1808, durante los meses de octubre y noviembre.
El 18 de octubre, Palafox invitó a Castaños a trasladarse a Zaragoza para establecer un plan de operaciones. La conferencia tuvo lugar del 20 al 21, y en ella se decidió que el ejército del Centro, dejando dos divisiones en Lodosa y Calahorra. El 25 de octubre, se suceden combates entre las tropas francesas y las divisiones españolas en Logroño y Lodosa y como consecuencia la retirada de las divisiones españolas.
Napoleón, el día 18 de noviembre ordena a Jean Lannes que avance hacia Tudela con el siguiente plan: 21 a Lodosa, el 22 a Calahorra y el 23 a Tudela. Cuando llega a Logroño, ordena a Moncey que atraviese el Ebro por Lodosa para juntarse con él y unir las fuerzas. Una vez en Lodosa, organiza las fuerzas de las que dispone, y el mariscal Lannes toma el mando del Cuerpo de Moncey, reforzado hasta alcanzar los 24 000 infantes y 5000 jinetes.
El plan de los franceses era que Lannes atacara a Castaños en Calahorra, mientras Michel Ney, por Soria, se dirigiría contra la retaguardia española. El día 21 Castaños conoció los movimientos franceses contra su retaguardia y ordenó retroceder a sus tropas, girando un ángulo de 90 grados y situándose perpendicularmente al Ebro entre Tarazona y Tudela, apoyado en el curso del río Queiles y destacando a la división de vanguardia a Ágreda para cubrir su retaguardia. Su nuevo despliegue suponía abandonar los proyectos ofensivos e intentar cerrar el corredor Sur del río que lleva a Zaragoza. Todo esto desembocaría el 24 de noviembre de 1808 en la famosa batalla de Tudela.
El 19 de marzo de 1810 es atacada la guarnición de Lodosa con tropas al mando del Comandante Pascual Echeverría «el Carnicero de Corella». En el ataque causan graves daños a los franceses y hacen 23 prisioneros. En este ataque estuvo presente el General Espóz y Mina.
Durante este periodo y los años posteriores un lodosano destacaría entre los militares españoles, se trata de Joaquín Romualdo de Pablo y Antón (Chapalangarra), guerrillero y militar nacido en Lodosa el 26 de julio de 1784, participó activamente en la guerra de la Independencia y acreditó en numerosas acciones valor y dotes de mando. Su trayectoria militar es muy brillante: en 1809 se enroló en el ejército, en 1812 Francisco Espoz y Mina le encargó formar el 6.º Batallón de la División de Navarra y 1.º de Aragoneses, y en enero de 1813 obtuvo el grado de coronel. Finalizada la guerra se le destinó como agregado del Regimiento de Infantería de España y fijó su residencia en la plaza de Bilbao. Fue aquí donde, inmediatamente después del levantamiento de Riego, hizo jurar la Constitución a la tropa formada y volvió al campo de batalla en defensa de las ideas liberales.
En 1823 fue gobernador militar en Alicante, pero debido al bloqueo que sufrió por parte del vizconde Toullon de Dogne cuando el duque de Angulema entró en España con los Cien mil hijos de San Luis para destruir la Constitución y proclamar a Fernando VII rey absoluto, en noviembre de ese mismo año tuvo que retirarse a Gibraltar, desde donde se fue a Inglaterra. Durante su estancia en Londres mantuvo contactos con otros compañeros, entre ellos Espoz y Mina, con el objetivo de preparar su regreso a España para restablecer el régimen liberal. Así, en 1830 organizó sus tropas en Cambó para entrar en España por Valcarlos. Aunque contó con un escaso número de entusiastas, entre ellos el gran poeta José de Espronceda, quien le dedicó a su muerte unos sentidos versos en la elegía A la muerte de Don Joaquín de Pablo (Chapalangarra), consiguió alinear un regimiento de más de 1000 soldados y voluntarios realistas. Fue el final para este gran militar cuya vida estuvo entregada a dos ideales: Independencia y Libertad de la Patria. Murió por la causa liberal, que defendía la Constitución de Cádiz de 1812 y que proclamaba la división de poderes del Estado y soberanía de la Nación frente a los defensores del absolutismo de Fernando VII.

#### Las guerras carlistas
En el territorio de combate vasco-navarro de la primera guerra carlista, el Ebro fue límite de litigio al oeste y, especialmente, al sur del mismo. Entre Miranda de Ebro y Tudela existían únicamente los puentes sobre este río en Briñas, Logroño y Lodosa. A partir del verano de 1835, poco después de la batalla de Mendigorría, al abandonar los isabelinos la ciudad de Estella, el movimiento de sus tropas entre Logroño y Pamplona lo hicieron empleando el puente de Lodosa, existiendo por ello una importante guarnición isabelina en la localidad. El paso de las tropas por esta ciudad hizo pesar sobre sus habitantes el grave gasto de contribuir con sus hombres y con sus animales de carga al transporte no remunerado de enseres militares. En la orilla derecha del Ebro, en el cerro hoy conocido como Telégrafo, el mando isabelino construyó un telégrafo óptico que pertenecía a la línea Ausejo - Lodosa - Andosilla - Lerín. Se pueden ver los restos de la pequeña fortificación que guarnecía el telégrafo en el cerro citado.
La localidad sufrió ataques carlistas que quemaron el Ayuntamiento y el 19 de agosto de 1836, mandados por el general Iturralde, sufrían una dura derrota ante las tropas liberales, mandadas por el general Iribarren, en el actual término denominado Campomuerte, haciendo los isabelinos cerca de 900 prisioneros.
De esa misma época data la tala de los álamos del ferial, que les da esa forma tan peculiar; las tropas carlistas los desmocharon para que sus baterías pudieran batir la otra orilla del río.
En 1893, y a raíz del intento del ministro Gamazo de acabar con el régimen fiscal privativo de Navarra, gran cantidad de lodosanos firmaron la protesta que encabezaron los 7 miembros de la Diputación Foral en la defensa de los Fueros. Entre aquellos 7 diputados forales se encontraba el lodosano Ricardo Gastón. Gamazo acabó dimitiendo.

#### La Segunda República
El 14 de abril de 1931, se proclama la Segunda República Española, que cambiará sustancialmente la vida en la localidad. Es destacada la importante presencia de sindicatos y de partidos políticos en Lodosa durante estos años, que traerá como consecuencia directa, una feroz represión durante la Guerra Civil.
Durante el periodo republicano, la presencia de la CNT en Lodosa fue realmente destacada; así mismo existían numerosas personas de UGT y -en menor número- del PCE.
Esta fuerte presencia sindical permitió un impulso a la vida agrícola de la localidad e igualmente se materializó con algunas mejoras en este aspecto.
Durante este periodo, la presencia industrial no es muy grande, si bien se pueden contar con una fábrica de lejías, otra de ladrillos, una de gaseosas y la fábrica de Féculas.

#### La Guerra Civil
Al recibirse las primeras noticias de la sublevación militar el 18 de julio por la noche, las organizaciones obreras lodosanas dan la orden de ocupar el pueblo y resistir. El día 19 amanece con barricadas en los distintos puntos estratégicos, el puente y el empalme de Mendavia, entre otros. Salieron grupos con escopetas de caza, trabuco y palos. Un vecino de derechas fue herido y un anciano fue atropellado por un coche a gran velocidad procedente de Estella. El coche fue abandonado en la estación.
A las cuatro de la tarde la Guardia Civil, posicionada con la sublevación, salió a la calle, produciéndose violentos tiroteos. La Guardia Civil no consigue controlar el pueblo por lo que a la mañana siguiente envían refuerzos de falangistas y dos compañías. Con ráfagas de ametralladora consiguen someter la resistencia. Los hombres de izquierdas y un grupo de mujeres huyen hacia la provincia de Logroño (actual La Rioja) y a los montes de alrededor. Las calles quedaron desiertas, el resto se encerró en sus casas, a la espera de la represión por haber sido uno de los pocos lugares donde se había hecho frente al Alzamiento. Las detenciones y la persecución no se hicieron esperar.
Con los ocupantes llegó al pueblo Luciano Aramendía, el abuelo, que se quedará al mando del requeté, pasando a ser uno de los perseguidores más significativos. Algunos de los heridos en el hospital fueron fusilados y en la prensa se describen varios suicidios. Durante todos los días del mes de julio se producen fusilamientos que se mantuvieron durante los meses de agosto y septiembre.
Numerosos vecinos fueron obligados a enrolarse como voluntarios a la Tercio General Sanjurjo. Para reclutarlos eran llamados al cuartel de la Guardia Civil y se les daba dos alternativas: o al Tercio o a la cuneta. Los primeros que marcharon y cayeron en el frente ni siquiera consta en la relación de los Caídos por Dios y por España, sino como desaparecidos en el frente de Huesca en septiembre de 1936. Posteriormente entre los cientos de fusilados en este cuerpo militar hay numerosos lodosanos.
Con 133 asesinados, Lodosa es la localidad de Navarra con mayor número de represaliados, exceptuando la capital. A estos hay que añadir los correspondientes a los fallecidos en la bandera General Sanjurjo, en circunstancias desconocidas.

## Demografía
Lodosa cuenta con una población de 4931 habitantes (INE 2024).
| Gráfica de evolución demográfica de Lodosa entre 1842 y 2021                                                        |
| |
| Población de derecho según los censos de población del INE Población de hecho según los censos de población del INE |

## Economía
Su economía comprende los tres sectores, con un aumento del sector industrial y principalmente del sector Servicios, lo que implica un paulatino abandono del campo, del cual se obtiene el fruto que da fama a la localidad, el Pimiento del piquillo, Capsicum annuum L., un pimiento especialmente delicioso, de forma triangular y tamaño pequeño.
En lo que respecta al sector primario, la agricultura, en Lodosa se dan principalmente cultivos de regadío (hortalizas, verduras y frutas) que se cultivan en minifundio. Existe algo de cultivo de secano, generalmente de la denominada trilogía mediterránea (cereal, vid y olivo).
En lo que respecta al sector secundario, encontramos industrias, unas ligadas al campo como las fábricas de conservas, maquinaria alimentaria, productos fitosanitarios y otras al sector de la construcción como escayolas y cantera de hormigón. Existen en la localidad distintos talleres de mecánica del automóvil, estando representadas las marcas más comunes del mercado.
Cuenta con un considerable número de servicios, entidades bancarias, bares y restaurantes de todas las categorías.
En lo que respecta a comercios, los hay de todas las clases, con lo que en la localidad se puede realizar una compra completa.

## Administración y política
| Periodo   | Nombre                  | Partido | Partido                                             |
| --------- | ----------------------- | ------- | --------------------------------------------------- |
| 1999-2011 | Jesús M.ª García Antón  |         | Unión del Pueblo Navarro (UPN)                      |
| 2011-2021 | Pablo Azcona Molinet    |         | Lodosa Organización de Independientes Unidos (LOIU) |
| 2021-act. | Lourdes San Miguel Rojo |         | Lodosa Organización de Independientes Unidos (LOIU) |

| Partido político | Partido político                                    | 2019               | 2019               | 2015  | 2015       | 2011  | 2011       | 2007  | 2007       | 2003  | 2003       | 1999  | 1999       | 1995  | 1995       | 1991  | 1991       |
| Partido político | Partido político                                    | %                  | Concejales         | %     | Concejales | %     | Concejales | %     | Concejales | %     | Concejales | %     | Concejales | %     | Concejales | %     | Concejales |
|                  | Lodosa Organización de Independientes Unidos (LOIU) | 48,08              | 6                  | 56,82 | 7          | 33,53 | 4          | 10,44 | 1          | —     | —          | —     | —          | —     | —          | —     | —          |
|                  | Navarra Suma (NA+)                                  | 35,80              | 4                  | —     | —          | —     | —          | —     | —          | —     | —          | —     | —          | —     | —          | —     | —          |
|                  | Partido Socialista de Navarra (PSN-PSOE)            | 14,73              | 1                  | 13,80 | 1          | 17,90 | 2          | 28,14 | 3          | 30,25 | 4          | 28,95 | 3          | 37,51 | 4          | 46,92 | 6          |
|                  | Unión del Pueblo Navarro (UPN)                      | Navarra Suma (NA+) | Navarra Suma (NA+) | 25,47 | 3          | 46,06 | 5          | 52,93 | 7          | 55,52 | 7          | 56,59 | 7          | 40,62 | 5          | 43,83 | 5          |
|                  | Agrupación Electoral Independiente de Lodosa (IPL)  | —                  | —                  | —     | —          | —     | —          | 6,44  | 0          | —     | —          | —     | —          | —     | —          | —     | —          |
|                  | Aralar                                              | —                  | —                  | —     | —          | —     | —          | —     | —          | 6,46  | 0          | —     | —          | —     | —          | —     | —          |
|                  | Izquierda Unida (IU)                                | —                  | —                  | —     | —          | —     | —          | —     | —          | 6,32  | 0          | —     | —          | 12,19 | 1          | —     | —          |
|                  | Lodosa Agrupación Independiente (LAI)               | —                  | —                  | —     | —          | —     | —          | —     | —          | —     | —          | 12,53 | 1          | 7,63  | 1          | —     | —          |
|                  | Herri Batasuna (HB)                                 | —                  | —                  | —     | —          | —     | —          | —     | —          | —     | —          | —     | —          | —     | —          | 7,23  | 0          |

## Servicios

### Educación
En lo que respecta a la enseñanza, cuenta con tres centros de primaria: el colegio público Ángel Martínez Baigorri, el colegio de Hijas de la Caridad y la Ikastola Ibaialde. Para la educación secundaria cuenta con el IES Pablo Sarasate.

### Sanidad
Cuenta con un centro de salud, con servicios de rehabilitación y ginecología.

### Transporte y comunicaciones
Lodosa se encuentra bien comunicada, forma parte de la carretera llamada Eje del Ebro y posee dos estaciones de ferrocarril en sus cercanías: la de Lodosa a unos 5 kilómetros y la de Féculas a dos kilómetros. El enlace con la autopista Vasco-Aragonesa (AP-68) se encuentra a 5 kilómetros. Dispone de una Variante, que forma parte del conjunto de variantes del Eje del Ebro.
En cuanto al transporte público por carretera, dispone de una línea de autobús diaria a Logroño, Vitoria, Estella y Pamplona.

## Cultura

### Edificios de interés[3]

#### Catalogación BIC
| Nombre                                      | Tipo                                 | Ubicación                                                                        | Coordenadas                                 | Identificador? | Fecha?              | Id de Wikidata | Categoría de imágenes en Commons | Imagen                                                                           |
| ------------------------------------------- | ------------------------------------ | -------------------------------------------------------------------------------- | ------------------------------------------- | -------------- | ------------------- | -------------- | -------------------------------- | -------------------------------------------------------------------------------- |
| Ruinas del acueducto romano de Calahorra    | Zona arqueológica Ruinas romanas     | Lodosa y Alcanadre y (La Rioja) Se encuentra entre los dos términos municipales. | 42°25′09″N 2°06′38″O / 42.41917, -2.11056   | RI-55-0000079  | 15-01-1970          |                |                                  | Ruinas del acueducto romano de Calahorra · Haz clic aquí para subir tu imagen    |
| Torre de Sartaguda, también llamada de Rada | Monumento Arquitectura militar Torre | Lodosa                                                                           | 42°22′54″N 2°04′24″O / 42.381755, -2.073300 | RI-51-0012357  | 25 de junio de 1985 |                |                                  | Torre de Sartaguda, también llamada de Rada · Haz clic aquí para subir tu imagen |

- Puente de los Moros, restos de un acueducto que ha sido atribuido por algunos investigadores a la época romana, datado sobre (siglo II d. C.), que nace a 2 km de Lodosa, y estiman que llevaba sus aguas a la romana Calagurris (Calahorra). La obra, de 30 km.de longitud, comenzaba en la sierra de Codés y se extendía hasta las cercanías de la ciudad de Calahorra. Tenía 108 arcos que  salvaban el paso del río Ebro de los cuales solo quedan 13. Otros investigadores, como Isaac Moreno Gallo, discrepan del origen romano de la obra y de la finalidad de la misma de llevar agua a Calagurris. Basándose en forma de  construcción, en la calidad de la misma y en el trazado, llegan a la conclusión de que no se trata de una obra romana. Por su trazado y cotas no podía haber dado servicio de agua potable a Calagurris.[4]

#### Otros bienes relevantes
- Iglesia de San Miguel, gótico-renacentista, siglo XVI
- Basílica de Nuestra Señora de Monserrat, barroco
- Ermita de San Emeterio y San Celedonio, barroco
- Casa señorial-palacio, carretera Calahorra, barroco
- Casa señorial, calle Ancha n.º 39, barroco
- Casa señorial, calle Mayor n.º 89, del siglo XVI
- Casa de la calle Mayor n.º 59, escaparate modernista
- Palacio de la plaza 19 de Junio n.º 4, barroco, último cuarto XVIII
- Dos casas, formando uno de los ángulos de la plaza 19 de Junio, barroco, siglo XVII
- Puente sobre el río Ebro, 1750

### Infraestructuras culturales
Cuenta con una nueva casa de cultura, que es referente comarcal, con biblioteca y un auditorio, además de incluir numerosas salas para exposiciones y actividades.

### Fiestas
- 3 de febrero, Festividad de San Blas.
- Sábado más próximo al 9 de mayo, Festividad de San Gregorio (romería).
- Del 30 de julio al 4 de agosto, fiestas patronales en honor de San Emeterio y San Celedonio.
- Desde el jueves anterior al tercer domingo de septiembre hasta el domingo, Festividad en honor de la Virgen de las Angustias. Se suelta un Toro Ensogado por las calles de la localidad.

La fiesta del Toro con soga de Lodosa está actualmente catalogada como Fiesta de interés turístico en Navarra.

### Deporte
En el apartado de dotaciones deportivas, podemos enumerar las siguientes: Pabellón polideportivo, campo de fútbol de hierba artificial, frontón municipal, rocódromo, campo de regatas, skate park, pistas de atletismo y piscinas, tanto exteriores para el verano como climatizada para el invierno, con gimnasio, pistas de pádel, sauna y jacuzzi.

## Personas destacadas
- Ángel Martínez Baigorri (02/10/1899 Lodosa - 05/08/1979 Managua, Nicaragua), poeta, profesor y sacerdote español conocido por ser, junto a José Coronel Urtecho, un impulsor del Vanguardismo Nicaragüense.
- José Leoncio Pantaleón Iruretagoyena Solchaga (27/7/1879 Lodosa- 26/03/1960 Pamplona), militar que participó en la Guerra Civil. Fue gobernador militar de Valencia y alcalde de Pamplona entre 1946 y 1947. Fue hijo predilecto de Navarra hasta 2015.
- Carlos Martínez Díez (Estella 9/4/1986- ): jugador de la Real Sociedad hasta finalizar la temporada 2017-18.
- Francisco Javier Eusebio López Martínez (conocido como Eusebio) Impresor y Vascófilo Lodosano nacido el 5 de marzo de 1846 en Lodosa y fallecido el 11 de marzo de 1929 en Tolosa. Era el padre de Isaac López Mendizábal.
- Joaquín Romualdo de Pablo Antón (Chapalangarra) guerrillero en la guerra de la independencia y nacido en Lodosa el 26 de julio de 1784 y muerto en Luzaide (Valcarlos) el 20 de octubre de 1830.
- Marta Alonso (Marta María Alonso Roldan) Bióloga e Investigadora Lodosana nacida en Pamplona el 7 de julio de 1974.
- Félix Baztán Vergara (1898 Echauri- 15/04/1977 Pamplona), Pintor profesional, nacido circunstancialmente en Echauri, donde estaba destinado su padre como empleado de la Diputación. Se crio en Lodosa, de donde eran sus padres y estudió en Pamplona y Madrid donde acudió con una beca de la Diputación.[6]
- Antonio Baztán y Goñi (Lodosa,1 de abril de 1848 - Lodosa, 2 de septiembre de 1928) fue un influyente político conservador navarro. Fue alcalde de Lodosa en dos ocasiones. En la primera de ellas ejerció como capitán de voluntarios de Lodosa en la tercera guerra carlista por el bando realista. Posteriormente fue elegido diputado foral durante 20 años en varas etapas, siendo dos veces máximo mandatario de la Diputación de Navarra, en 1913 y 1917. Fue gobernador civil de Castellón, Santander, Zamora, Salamanca, Oviedo, Huesca y Alicante. En 1896 se le concedió la gran cruz de la orden del mérito militar con distintivo blanco y en 1916 fue nombrado Gentilhombre de Cámara por el Rey Alfonso XIII. Su hermano mayor Francisco Javier también fue diputado foral.
- Francisco Javier Baztán y Goñi (Lodosa, 18 de abril de 1830 - Pamplona, 2 de febrero de 1874) abogado y político conservador foralista Navarro, Señor de Iriberri (s. XV) y dueño del el Mayorazgo de Echat Valles creado en 1507. Fue diputado foral en Navarra en 1858, 1868 y 1871 y secretario de la Diputación de Navarra de 1871 hasta su fallecimiento. Fue autor de varias obras sobre el régimen foral navarro.